# Kaiarlik
Kaiarlik (en rus: Каярлык) és un poble de la república de l'Altai, a Rússia, que el 2016 tenia 195 habitants, pertany al districte d'Ongudai.